# Colle Santa Lucia
Colle Santa Lucia (ladí Col, alemany Verseil) és un municipi italià, dins de la província de Belluno. És un dels municipis de la vall de Fodom (Ladínia). L'any 2007 tenia 406 habitants. Limita amb els municipis d'Alleghe, Cortina d'Ampezzo, Livinallongo del Col di Lana, Rocca Pietore, San Vito di Cadore i Selva di Cadore. Al municipi hi ha la Ceja de Jan seu del' Istitut Cultural Ladin.

## Fraccions
| Fracció     | Nom ladí   | Població | Altitud | Nota         |
| ----------- | ---------- | -------- | ------- | ------------ |
| VILLAGRANDE | La Vila    | 124      | 1.453   | Seu comunal. |
| Canazei     | Cianazei   | 21       | 1.600   |              |
| Codalonga   | Codalóngia | 11       | 1.260   |              |
| Pezzei      | Pezei      | 44       | 1.338   |              |
| Pian-Fossal | Pien-Fosal | 104      | 1.400   |              |
| Posalz      | Posàuz     | 45       | 1.580   |              |
| Rucavà      | Reciavà    | 24       | 1.300   |              |

## Administració
| Període | Identitat   | Partit        |
| ------- | ----------- | ------------- |
| 2004-   | Paolo Frena | Llista cívica |